# نور الدين السطايفي
نور الدين سماتي المعروف بنور الدين السطايفي مغني جزائري من مواليد ولاية سطيف أحد أعمد الأغنية السطايفية الحديثة ويعود له الفضل مع سمير السطايفي في نشرها ويُعد رمز لها وقد أثر في عديد المغنين الجدد أمثال الشاب لياس الشاب لمينو الزاهي شرايطي.

## أهم أغانيه
- «قالوا على  سطيف...سطيف البستاني...اللي ما زاروش ما هو شي زهواني»[10]

- 1979 – «يا الصالح كونك صالح الغربة صعيبة وين راك رايح» وتبقى دائما في الذاكرة الجماعية الفنية لسكان سطيف.[11]
- 1986 – «ما تبكيش يا جميلة» –  للفنان الراحل عيسى الجرموني.
- «راه يفرج الله»
- « ڨولو لحورية...أنا راني جيت»
- «يا خالي»

## وصلات خارجية
- مجموعة من الأغاني السطايفية من أداء نور الدين سطايفي على يوتيوب
- أغنية يا صالح من أداء نور الدين سطايفي والرقص الفلكلوري من أداء طالبات ثانوية "حورية" بمدينة قسنطينة 1979/1980 على يوتيوب